# Luís Alves Leite de Oliveira Belo (II)
Luís Alves Leite de Oliveira Belo (II) (Ingá, 5 de março de 1849 — Rio de Janeiro, 23 de maio de 1915) foi um advogado e político brasileiro. Era filho de Luís Alves Leite de Oliveira Belo (I) e de Eulália Pulquéria de Oliveira Bulhões. Casou-se com Leoncia de Souza Breves, teve oito filhos. 

## Vida
Bacharel em direito pela Faculdade de Direito de São Paulo. Filiado ao Partido Liberal, exerceu diversos mandatos como deputado na Assembleia Legislativa Provincial do Rio de Janeiro.
Foi presidente das províncias  de Sergipe, de 1880 a 1881; do Paraná, de 3 de setembro de 1883 a 5 de junho de 1884 e de Santa Catarina, nomeado por carta imperial de 15 de junho de 1889, presidindo a província a partir de 19 de julho de 1889. Devido à proclamação da república, em 15 de novembro de 1889, entregou o cargo em 17 de novembro à junta governativa catarinense de 1889. Como presidente da província do Paraná, há registros de sua preocupação com o ensino público, propondo, em 1883, reforma no Regulamento Orgânico de 1877, sob inspiração dos ideais positivistas e escolanovistas. Ocupou-se também com o recenseamento dos alunos que frequentavam as escolas, permitindo a contagem dos alunos matriculados, após a instituição do ensino obrigatório, perfazendo um total de 4 mil matrículas na província do Paraná. Em seus relatórios, registrava ainda a subvenção de escolas públicas noturnas, sendo duas na capital, reconhecendo que a precariedade de vida da população determinava problemas de frequência escolar.
Foi eleito deputado federal pelo estado do Rio de Janeiro em 1900, exercendo mandato na Câmara dos Deputados, entre 1900 e 1902. Atuou como presidente da Sociedade Nacional de Agricultura, diretor do Diário Oficial e foi membro integrante do Conselho de Instrução Pública na cidade de Niterói.
Em Porto Alegre, foi membro da Sociedade Partenon Literário, escreveu diversas vezes na revista da sociedade, é o autor do romance Os Farrapos, datado de 1877, sendo um dos primeiros romancistas gaúchos com abordagem temática de cunho regional, depois de Caldre e Fião, que publicara A Divina Pastora e O Corsário, e Apolinário Porto Alegre, que escrevera O Vaqueano. Também escreveu Discursos na maçonaria em São Paulo (1872), A Igreja perante a história (1873), A educação nacional (1873) e O espírito do século XIX (1874), Política geral – discurso na Assembleia do Rio de Janeiro (1874) e Ensaio da tribuna popular (1875).
O seu romance Os Farrapos foi publicado, inicialmente, na forma de folhetim pelo jornal "A Reforma", com sede no Rio de Janeiro, empregando o termo gaúcho com gentílico para o rio-grandense, teve a sua edição em livro no ano seguinte. "Pela defesa e exaltação que faz do episódio farroupilha, e na intenção de valorizar a propaganda republicana no país, o autor associa aos rio-grandenses postura política de vanguarda, que se manifesta na partilha dos mais nobres ideais de justiça e liberdade. Pela via literária, o Rio Grande do Sul e seu povo tornavam-se assim próceres da renovação política do país". O romance insere-se na linhagem laudatória, que exalta as qualidades míticas do habitante do pampa - o monarca das coxilhas - que fora delineada por José de Alencar, em O Gaúcho, e que creditava ao peão em tempo de paz e soldado em tempo de guerra qualidades como força, coragem, brio, altivez, pundonor, nobreza, transformando-o no homem "puro e casto" em contraposição ao europeu, tido como um representante degradado da espécie humana na ótica romântica.